# توفيق مشلاوي
توفيق مشلاوي (بالإنجليزية: Tewfik Mishlawi)‏‏ (1935  - 24 يناير 2012 ) صحفي لبناني، فلسطيني الأصل، كان معروفًا في الشرق الأوسط والوطن العربي.
ولد عام 1935 في حيفا إبان الانتداب البريطاني على فلسطين، وهاجر مع عائلته إلى لبنان نتيجة حرب 1948. في النهاية أصبح لبنانيًا متجانسًا، درس المشلاوي الاقتصاد في الجامعة الأمريكية في بيروت.

## التسلسل المهني
- من عام 1963 إلى عام 1973، شغل منصب نائب رئيس تحرير صحيفة ذا ديلي ستار، الصحيفة اليومية الوحيدة التي تصدر باللغة الإنجليزية في لبنان.
- من عام 1973 إلى عام 1976، عمل كمراسل صحفي لمكتب بيروت في يونايتد برس انترناشونال.
- من عام 1973 إلى عام 1985، كان مراسلًا خاصًا بالشرق الأوسط لصحيفة وول ستريت جورنال.
- من عام 1977 إلى عام 1979، كان مراسلًا مخصصًا لبلومبيرغ بيزنس ويك في مدينة نيويورك.
- من عام 1980 إلى عام 1983، كان مراسلًا خاصًا لصحيفة ذي تايمز في لندن.
- من عام 1985 إلى عام 1992، كان مدير التدريب في مركز الصحفيين الأجانب في رستون، فرجينيا.
- منذ عودته إلى لبنان في عام 1992، واصل العمل في مجلته الدورية الخاصة، ومراسلة الشرق الأوسط (MER)، وهي خلاصة إعلامية من شأنها أن تترجم وتلخص الصحافة العربية للدبلوماسيين والأكاديميين الأجانب. كما أجرى عددًا من ورش العمل لتدريب الصحفيين خلال هذه الفترة.